# Шапел ди Ноаје
Шапел ди Ноаје (фр. Chapelle-du-Noyer) насеље је и општина у централној Француској у региону Центар (регион), у департману Ер и Лоар која припада префектури Шатоден.
По подацима из 2011. године у општини је живело 1053 становника, а густина насељености је износила 79,11 становника/km². Општина се простире на површини од 13,31 km². Налази се на средњој надморској висини од 139 метара (максималној 146 m, а минималној 102 m).

## Демографија
| 1962. | 1968. | 1975. | 1982. | 1990. | 1999. | 2011. |
| ----- | ----- | ----- | ----- | ----- | ----- | ----- |
| 620   | 757   | 831   | 932   | 967   | 1.056 | 1.053 |

График промене броја становника у току последњих година